# Furstendömet Wales

Wales, 1267. Furstendömet Wales i grönt och lila, och dess walesiska vasaller i blått. Brungult: engelska vasaller.

Furstendömet Wales (walesiska: Tywysogaeth Cymru) var ett historiskt rike i nuvarande norra och västra Wales mellan 1216 och 1283, som under 1270-talet omfattade två tredjedelar av Wales. Det självständiga furstendömet Wales erövrades av England mellan 1277 och 1283. Furstendömet Wales styrdes sedan av Englands monark eller tronarvinge, som hade titeln prins (furste) av Wales från 1283 tills det anslöts helt till England genom Laws in Wales Acts 1535–1542.

## Historik
Historiskt sett var Wales inte ett enat rike utan bestod av flera små walesiska stater: bland dem var de främsta kungariket Gwynedd i nordväst, kungariket Powys i centrala Wales och kungariket Deheubarth i sydväst. Wales enades ibland tillfälligt under delvis gemensamt styre under en av dess småfurstar, som Gruffudd ap Llywelyn och Owain Gwynedd.
Furstendömet Wales bildades av Llywelyn ab Iorwerth, kung av Gwynedd, efter det walesiska rådsmötet vid Aberdyfi 1216. Det erkändes av England genom fördraget vid Worcester 1218. Genom fördraget fick Wales samma förhållande till England som Skottland redan hade: tekniskt sett vasall till England, men de facto självständigt. 
År 1277 anfölls Wales av Edvard I av England. Enligt avtal skulle Wales självständighet upphöra vid dess dåvarande furstes död. Erövringen var fullständig 1283. Efter erövringen återbildades furstendömet 1301 som personligt apanage till Englands tronarvinge. Det styrdes av den engelska tronföljaren tills denna besteg tronen, varefter det återgick till Englands monark till nästa tronarvinge föddes. 
Genom Laws in Wales Acts 1535–1542 anslöts Wales helt och hållet till England, även om den engelska tronarvingen behöll titeln prins av Wales.